# Hypolytrum hainanense
Hypolytrum hainanense är en halvgräsart som först beskrevs av Elmer Drew Merrill, och fick sitt nu gällande namn av Tang och Fa Tsuan Wang. Hypolytrum hainanense ingår i släktet Hypolytrum och familjen halvgräs.
Artens utbredningsområde är Hainan (Kina). Inga underarter finns listade i Catalogue of Life.